# كيلي هنتر
كيلي هنتر (بالإنجليزية: Kelly Hunter)‏ هي ممثلة بريطانية، ولدت في 6 سبتمبر 1963 في باترسي في المملكة المتحدة.

## أعمال

### أفلام
- فانيتى فير[5][6]

## وصلات خارجية
- كيلي هنتر على موقع IMDb (الإنجليزية)
- كيلي هنتر على موقع ألو سيني (الفرنسية)
- كيلي هنتر على موقع قاعدة بيانات الأفلام السويدية (السويدية)
- كيلي هنتر على موقع ديسكوغز (الإنجليزية)
- كيلي هنتر على موقع قاعدة بيانات الفيلم (الإنجليزية)
- كيلي هنتر على موقع كينوبويسك (الروسية)